# Casimir II le Juste
Pour les articles homonymes, voir Casimir II.
Casimir II le Juste (en polonais Kazimierz II Sprawiedliwy), de la dynastie des Piasts, est né vers 1138 et mort le 5 mai 1194 à Cracovie. Il est le fils cadet de Boleslas III Bouche-Torse et de Salomé von Berg.
Il a été duc de Wiślica (de 1166 à 1173), duc de Cracovie et duc de Sandomierz à partir de 1177, duc de Mazovie et de Cujavie à partir de 1186.

## Le testament de Boleslas Bouche-Torse
Boleslas III Bouche-Torse meurt le 28 octobre 1138. Son testament, rédigé quelques années auparavant et inspiré des coutumes de Kiev, marque le début du démembrement territorial de la Pologne. Il a partagé son État entre ses quatre fils aînés, chacun recevant un duché héréditaire.
Ladislas II le Banni reçoit la Silésie (avec Wrocław comme capitale), Boleslas IV le Frisé reçoit la Mazovie et la Cujavie (avec Płock comme capitale), Mieszko III le Vieux reçoit la Grande-Pologne (avec Poznań comme capitale), Henri reçoit le duché de Sandomierz (avec Sandomierz comme capitale).
L’aîné des représentants mâles de la dynastie Piast, Ladislas II le Banni, devient le princeps (ou senior) et à ce titre, gouverne également sur la Petite-Pologne (avec Cracovie comme capitale), la Grande-Pologne orientale avec Gniezno et Kalisz, la Poméranie occidentale, la Poméranie orientale ainsi que la région de Łęczyca et de Sieradz (qui doit lui revenir après la mort de Salomé, la seconde épouse de son père). C'est lui qui décide en dernier ressort sur les questions de politique étrangère, conclut les traités, déclare les guerres, a le droit d'investiture, est le chef et le juge suprême.
Casimir II le Juste, né en 1138 après la mort de son père, était donc absent sur le testament rédigé par Boleslas III et ne reçoit rien en héritage.

## Les règnes des frères aînés
Dès 1139, soutenus par leur mère Salomé de Berg, Boleslas IV et Mieszko s’opposent à Ladislas II le Banni qui veut rétablir l’union de la Pologne. Ils réussissent à le chasser du pays en 1146 et Boleslas IV le Frisé lui succède.
En 1166, Henri de Sandomierz est tué dans une croisade contre les Prussiens. N’ayant pas d’enfants, il avait désigné son petit frère Casimir comme héritier. Cet héritage est contesté par Boleslas et Mieszko qui décide de partager ce duché en trois, une partie pour chaque frère. Casimir ne reçoit que le petit duché de Wiślica.
En 1172, les magnats organisent une diète et tentent de convaincre Casimir de renverser le souverain mais celui-ci refuse.
Boleslas IV le Frisé meurt le 5 janvier 1173. Mieszko III le Vieux de Grande-Pologne lui succède en tant que princeps. Casimir obtient finalement tout le duché de Sandomierz et devient le tuteur de Lech, le fils unique de Boleslas IV le Frisé. En 1177, Mieszko III doit s’enfuir de Cracovie à la suite du soulèvement des habitants (soutenus par Boleslas le Long et Casimir II), auxquels s’est joint Odon, son fils aîné.

## Le règne deCasimirIIle Juste

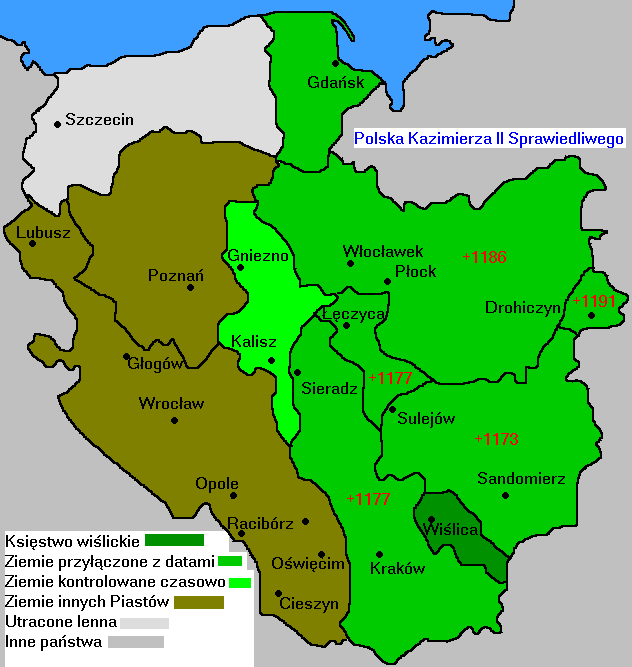
La Pologne durant le règne de Casimir le Juste.
Territoires de Casimir.
Possessions temporaires de Casimir.
Territoire des Piasts.

Casimir II le Juste monte sur le trône de Cracovie à la demande de la noblesse de Petite-Pologne.
Pour faire cesser les conflits internes, Casimir distribue les terres. Il garde Cracovie, Odon reçoit Poznań, Lech reçoit la Cujavie, Boleslas Ier le Long reçoit la Silésie, Mieszko IV Jambes Mêlées reçoit les régions de Bytom, Racibórz, Oświęcim et Siewierz, Conrad reçoit Głogów. Mieszko III le Vieux doit abandonner son trône de Grande-Pologne au profit de son fils Odon. Casimir nomme Sambor palatin de Poméranie orientale.
Bogusław Ier de Poméranie occidentale ne recevant pas suffisamment d’aide d’une Pologne divisée devient vassal d’Henri le Lion. En 1181, il reconnaît la suzeraineté de l’empereur Frédéric Barberousse et la Pologne perd le contrôle de cette région.
En 1180, lors de l’assemblée des nobles polonais à Łęczyca, Casimir II le Juste leur accorde des privilèges et octroie ses premiers privilèges à l’Église (une levée d’impôt au profit du clergé et le renoncement du roi à exercer ses droits sur les biens fonciers des évêques décédés) pour faire abolir les droits des autres Piasts sur Cracovie et y établir son pouvoir héréditaire (suppression du séniorat).
Mieszko III le Vieux, ne parvenant pas à gagner le Saint-Empire à sa cause, attaque la Grande-Pologne avec les Poméraniens. Il regagne une grande partie de la Grande-Pologne, avec Gniezno, sa capitale légitime, sans opposition de Casimir. Mieszko, qui n’est pas rassasié, continue à conspirer et entretien de relations diplomatiques opposées à Casimir. Il s’allie avec Boleslas Ier et avec la cour allemande.
En 1182, à la suite du décès de Vasilko de Drohiczyn, malgré l’opposition de sa cour, Casimir aide le fils aîné de Mstislav II de Kiev (son neveu) à monter sur le trône de Brześć. Mais celui-ci meurt empoisonné et Casimir aide Roman Mstislavitch, le jeune frère du prince assassiné, à monter sur le trône. Pour le remercier Roman reconnaît la suzeraineté de la Pologne.
En 1184, l’empereur donne l’ordre à son fils Henri de mettre sur pied une campagne militaire contre la Pologne afin de soutenir Mieszko. Casimir retient l’empire en réaffirmant sa vassalité et en faisant sans doute d’autres concessions.
En 1186, après le décès de Lech, Casimir annexe la Mazovie et devient duc de Mazovie et de Cujavie.
En 1187, une guerre de succession fait suite au décès d’Iaroslav Ośmiomysł, Prince de Halicz (en). Casimir soutient Oleg (en) contre son frère Vladimir (en). Celui-ci gagne la couronne et pour se venger, lance des raids contre la Pologne. Casimir renverse Vladimir et place Roman Mstislavitch sur le trône, espérant une promesse de vassalité. Les Hongrois, inquiets par l’expansion polonaise, et convoitant également la principauté de Halicz remettent Vladimir sur le trône et ensuite, le remplace par András, le fils de Béla III. En 1188, Vladimir s’échappe de sa prison hongroise et en appelle à l’empereur Frédéric Barberousse. Celui-ci, occupé par les croisades, charge son vassal Casimir de remettre Vladimir sur le trône. En 1189, Casimir envoie une armée pour accomplir sa mission et permet à Halicz de s’affranchir de l’assujettissement hongrois. Mais il perd également la suzeraineté sur cette principauté.
En 1190, profitant d’un long voyage de Casimir dans la Rus' de Kiev où il a de nombreux amis, le gouverneur de Cracovie s’empare de la ville et place Mieszko sur le trône. L’année suivante, Casimir revient en Pologne et reprend facilement Cracovie avec l’aide de la Rus’ de Kiev.
En 1192, un pacte est signé avec la Hongrie, promettant une coopération quand les intérêts sont communs, par exemple la principauté de Halicz. Ce pacte avec la Hongrie apaise les opposants à la politique étrangère menée par Casimir.
En 1193, Casimir mène une campagne contre des tribus baltes païennes et contre leur allié, le prince de Drohiczyn, qui répond par des attaques contre la Mazovie. Le prince de Drohiczyn est destitué, les tribus païennes sont vaincues, leur territoire est pillé et elles sont forcées de promettre le versement d’un tribut à Cracovie.
Le 5 mai 1194, pendant un banquet, Casimir II le Juste meurt inopinément. Il a probablement été inhumé dans la cathédrale de Wawel. Il laisse de très jeunes héritiers. Son fils aîné Lech le Blanc lui succède à Cracovie.

## Mariage et descendance
Vers 1163, Casimir épouse Hélène de Znojmo (née vers 1140-1142 et morte vers 1202-1206), fille de Conrad II de Znojmo, de la dynastie des Přemyslides. Ils eurent 7 enfants :
1. Maria (1164–1194), mariée en 1178 au Prince Vsevolod IV de Kiev[4] ;
2. Casimir (v. 1165 - 2 février 1167[5] ou 1er mars 1167) ;
3. Boleslas (entre 1168 et 1171 - 16 avril 1182). Probablement dénommé ainsi d'après son grand-père paternel Boleslas III Bouche-Torse, bien qu'il soit possible aussi qu'il ait été nommé d'après son oncle Boleslas IV de Pologne[6]. Il meurt accidentellement  après être tombé d'un arbre. Il est probablement enterré dans la cathédrale du Wawel[7] ;
4. Odon (mort jeune). Il reçut ce prénom d'après Odon de Poznań ou saint Odon de Cluny[8],[9] ;
5. Adelaïde (pl) (v. 1177-1184 - 8 décembre 1211) ;
6. Lech le Blanc (v. 1186-1187 - 23 novembre 1227 à Marcinkow), fils de Casimir II et de la princesse morave Hélène de Znojmo, a été duc de Cracovie et grand duc de Pologne[10],[2] ;
7. Conrad (v. 1187-1188 - 31 août 1247)[11].